# 6643 Morikubo
6643 Morikubo eller 1990 VZ är en asteroid i huvudbältet som upptäcktes den 7 november 1990 av de japanska astronomerna Yoshio Kushida och Osamu Muramatsu vid Yatsugatake-Kobuchizawa-observatoriet. Den är uppkallad efter den japanske amatörastronomen Shigeru Morikubo.
Asteroiden har en diameter på ungefär 13 kilometer.